# Disasteridae
De Disasteridae zijn een familie van uitgestorven zee-egels (Echinoidea) uit de superorde Atelostomata.

## Geslachten
- Disaster L. Agassiz, 1835 †